# Кампо Мајури (Салерно)
Кампо Мајури је насеље у Италији у округу Салерно, региону Кампанија.
Према процени из 2011. у насељу је живело 205 становника. Насеље се налази на надморској висини од 152 м.